# Кубок Шрі-Ланки з футболу
Кубок Шрі-Ланки з футболу (англ. Sri Lanka FA Cup) — футбольне змагання, яке щорічно проводить Федерація футболу Шрі-Ланки серед футбольних клубів Анголи. Найстаріше футбольне змагання в країні.
Заснований у 1938 році, проте перший розіграш турніру відбувся у 1948 році. У турнірі мають право брати участь усі футбольні клуби країни.

## Попередні переможці
Кубок ФА Цейлону
- 1948 : «Санрайс» (Коломбо) 2-1 «Поліс» (Коломбо)[1]
- 1949 : «Саундерс» (Коломбо) проти  «Поліс» (Коломбо)[1]
- 1951 : «Санрайс» (Коломбо) 2-0 «Поліс» (Коломбо)
- 1952 : «Саундерс» (Коломбо)
- 1954 : «Саундерс» (Коломбо)
- 1955 : «Саундерс» (Коломбо)  2-0 «Роял Ейр Форс»
- 1960 : «Саундерс» (Коломбо) 7-2 «Велвет Спінінг енд Вівінг Міллс»
- 1960 : «Армі» (Коломбо)    проти  «Ратнам» (Коломбо)
- 1963 : «Саундерс» (Коломбо)
- 1964 : «Саундерс» (Коломбо)
- 1967 : «Санрайс» (Коломбо)
- 1967 : «Вікторі» (Коломбо)
- 1969 : «Коломбо Муніципал Кансил»
- 1971 : «Коломбо Муніципал Кансил»
- 1972 : «Коломбо Муніципал Кансил»
- 1973 : «Коломбо Муніципал Кансил»
- 1982 : «Нешнл Юнайтед» (Гампола)
- 1983/84 : «Саундерс» (Коломбо) проти  «Реновн» (Коломбо)
- 1984/85 : «Саундерс» (Коломбо) 4-2 «Реновн» (Коломбо)
- 1985/86 : «Ейр Форс» (Коломбо)  проти  «Реновн» (Коломбо)
- 1986/87 : «Реновн» (Коломбо)

Брістоль - Шарп - Голсім ФА Кубок
| Сезон   | Чемпіон           | Результат      | Фіналіст               |
| ------- | ----------------- | -------------- | ---------------------- |
| 1987-88 | «Саундерс»        |                |                        |
| 1988-89 | «Реновн»          | 4-0            | «Саундерс»             |
| 1989-90 | «Реновн»          | Переміг        | «Ейр Форс»             |
| 1990-91 | «Йорк»            | Переміг        | «Олд Бенедиктенс»      |
| 1991-92 | «Саундерс»        | Переміг        | «Олд Бенедиктенс»      |
| 1992-93 | «Саундерс»        |                |                        |
| 1993-94 | «Реновн»          | Переміг        | «Поліс»                |
| 1994-95 | «Реновн»          | 2-0            | «Ратнам»               |
| 1995-96 | «Олд Бенедиктенс» | Переміг        | «Реновн»               |
| 1996-97 | «Саундерс»        | 1-0            | «Поліс»                |
| 1997-98 |                   | Невідомо       |                        |
| 1998-99 | «Саундерс»        | 3-2            | «Реновн»               |
| 1999-00 | «Ратнам»          | 2-1            | «Саундерс»             |
| 2000-01 | «Саундерс»        | 4-0            | «Негамбо Юз»           |
| 2001-02 | «Ратнам»          |                |                        |
| 2002-03 | «Реновн»          | 1-0            | «Ейр Форс»             |
| 2003-04 | «Ратнам»          | 2-2 (4-2 пен.) | «Реновн»               |
| 2005    | «Ратнам»          | 3-1            | «Саундерс»             |
| 2006    | «Ратнам»          | 2-2 (5-3 пен.) | «Негамбо Юз»           |
| 2007    | «Негамбо Юз»      | 3-0            | «Саундерс»             |
| 2008    | «Поліс»           | 1-1 (6-5 пен.) | «Сивіл Сек'юриті Форс» |
| 2009    | «Ратнам»          | 3-3 (3-0 пен.) | «Армі»                 |
| 2010    | «Неві»            | 2-1            | «Нандімітра»           |
| 2011    | «Армі»            | 2-0            | «Дон Боско»            |
| 2012    | «Неві»            | 1-1 (5-4 пен.) | «Армі»                 |
| 2013-14 | «Армі»            | 2-0            | «Блу Стар»             |
| 2014-15 | ФК «Коломбо»      | 1-0            | «Блу Стар»             |
| 2015-16 | «Армі»            | 3-1            | «Реновн»               |
| 2016-17 | «Армі»            | 5-1            | «Джава Лейн»           |
| 2018    | «Армі»            | 4-2            | «Саундерс»             |
| 2019-20 | «Шрі-Ланка Поліс» | 1-1 (6-5 пен.) | «Саундерс»             |

## Титули по клубам
| Клуб              | Місто     | Чемпіон | Фіналіст | Роки чемпіонств                    |
| ----------------- | --------- | ------- | -------- | ---------------------------------- |
| «Саундерс»        | Коломбо   | 6       | 6        | 1988, 1992, 1993, 1997, 1999, 2001 |
| «Ратнам»          | Коломбо   | 6       | 1        | 2000, 2002, 2004, 2005, 2006, 2009 |
| «Реновн»          | Коломбо   | 5       | 4        | 1989, 1990, 1994, 1995, 2003       |
| «Армі»            | Ратнапура | 5       | 2        | 2011, 2014, 2016, 2016-17, 2018    |
| «Поліс»           | Коломбо   | 2       | 2        | 2008, 2019-20                      |
| «Неві»            | Коломбо   | 2       | -        | 2010, 2012                         |
| «Негамбо Юз»      | Негомбо   | 1       | 2        | 2007                               |
| «Олд Бенедіктенс» | Коломбо   | 1       | 2        | 1996                               |
| «Йорк»            | Канді     | 1       | -        | 1991                               |
| ФК «Коломбо»      | Коломбо   | 1       | -        | 2015                               |
| «Ейр Форс»        | Коломбо   | -       | 2        | -----                              |
| «Нандімітра»      | ---       | -       | 2        | -----                              |
| «Блу Стар»        | Калутара  | -       | 2        | -----                              |
| «Дон Боско»       | Негомбо   | -       | 1        |                                    |
| «Джупітер»        | Негомбо   | -       | 1        | -----                              |
| «Джава Лейн»      | Коломбо   | -       | 1        | -----                              |